# Carioca - Ao Vivo
Carioca - Ao Vivo é um álbum lançado pelo cantor e compositor brasileiro Chico Buarque de Hollanda. O disco duplo foi gravado ao vivo em fevereiro de 2007 na casa de espetáculos Canecão, no Rio de Janeiro e tem como base a turnê e o CD de mesmos nomes. Foi lançado em 30 de julho de 2007 pela gravadora Biscoito Fino.

## Faixas
CD 1:
1. "Voltei a Cantar" / "Mambembe" / "Dura na Queda"
2. "O Futebol"
3. "Morena de Angola"
4. "Renata Maria"
5. "Outros Sonhos"
6. "Imagina"
7. "Porque era ela, porque era eu"
8. "Sempre"
9. "Mil Perdões"
10. "A história de Lily Braun"
11. "A Bela e a Fera"
12. "Ela é Dançarina"
13. "As Atrizes"
14. "Ela faz Cinema"
15. "Eu te Amo"

CD 2:
1. "Palavra de mulher"
2. "Leve"
3. "Bolero Blues"
4. "As vitrines"
5. "Subúrbio"
6. "Morro dois irmãos"
7. "Futuros amantes"
8. "Pot-pourri" / "Bye, Bye Brazil, Cantando no toró, Grande hotel"
9. "Ode aos ratos"
10. "Na carreira"
11. "Pot-pourri" / "Sem compromisso, Deixa a menina"
12. "Quem te viu, quem te vê"
13. "João e Maria"